# 花贝母
花贝母（学名：Fritillaria imperialis），又名冠花贝母、皇冠贝母、帝王贝母、王贝母，百合科贝母属植物，种类繁多，分布全球各地，原产土耳其南部。是一种观赏类植物，中国各地种植较多，适用于庭院种植，布置花境或基础种植均可，矮生品种比较适合盆栽，观赏性很强。
其种加词“imperialis”意为“帝王的”。

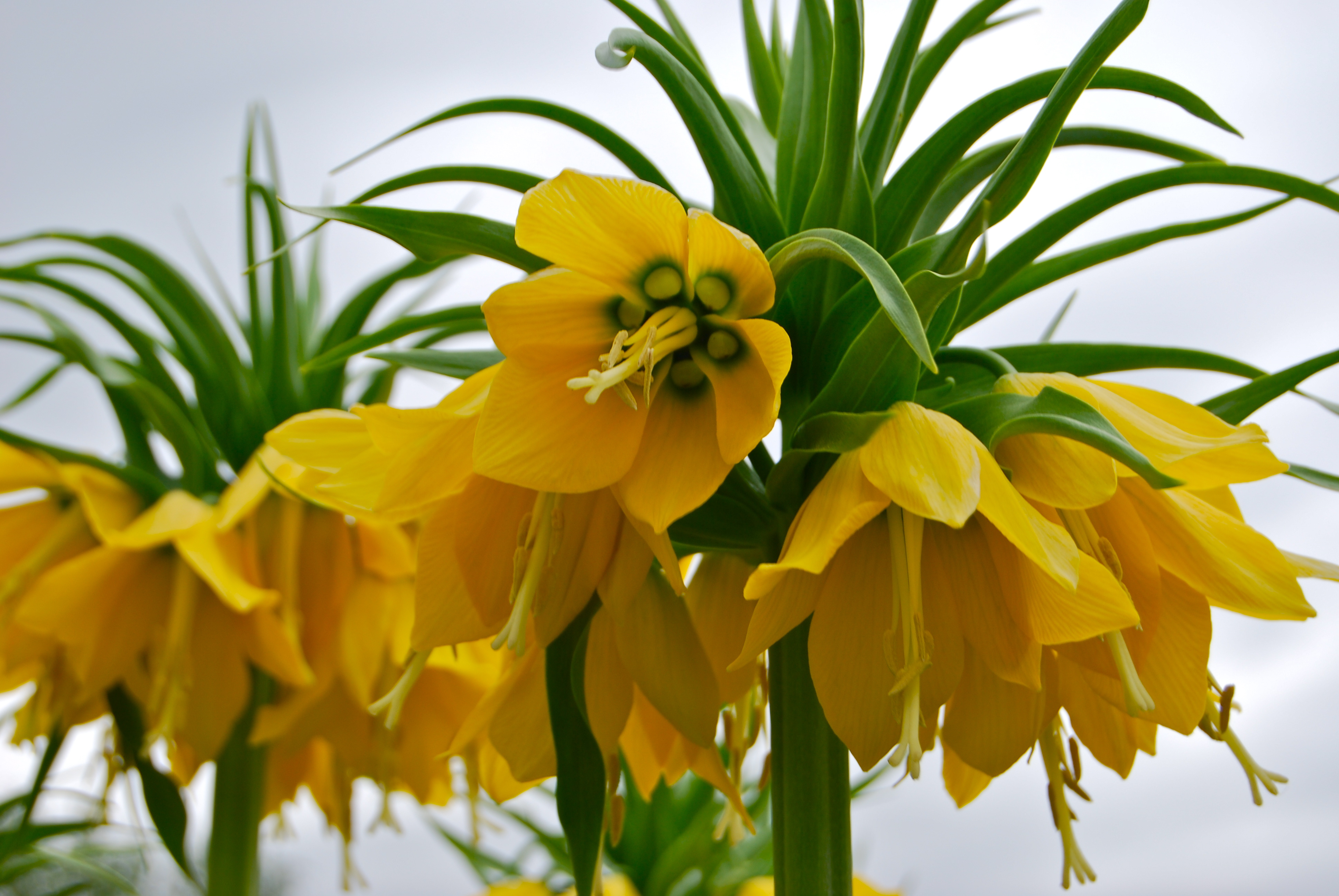